# Швабе, Карл Иванович
Карл Иванович Шва́бе (1806—1863) — русский кораблестроитель XIX века, строил парусные и винтовые суда различного ранга и класса для Российского императорского флота, начальник Адмиралтейских Ижорских заводов, участвовал в строительстве кронштадтского Пароходного завода, полковник Корпуса корабельных инженеров.

## Биография
Карл Иванович Швабе родился в 1806 году в Риге в семье бедного немецкого дворянина Иоганна Швабе, который в конце XVIII века перешёл на русскую военную службу. В 1820 году, по желанию своего дяди, который после скоропостижной смерти своего брата воспитывал его сына, Карл поступил воспитанником в Училище корабельной архитектуры при Морском кадетском корпусе.
В 1827 году по окончании училища одним из лучших учеников, кондуктор К. И. Швабе был командирован на 4 года в Англию для усовершенствования в практическом кораблестроении. 26 декабря 1828 года за отличие был произведён в чин прапорщика. По возвращении из Англии в 1831 году состоял при Охтинской верфи. 9 декабря 1833 года заложил 16-пушечную шхуну «Дождь», которая после спуска на воду 15 сентября 1834 года вошла в состав Балтийского флота.
С 1840 по 1845 годы Швабе читал курс корабельной архитектуры в офицерских и гардемаринских классах Морского Корпуса. В 1843—1844 годах преподавал корабельную архитектуру Великому князю Константину Николаевичу. Параллельно с преподавательской деятельностью работал старшим строителем в Новой Голландии. Участвовал в постройке двух 44-пушечных фрегатов «Цесаревич» и «Цесаревна», заведовал чертёжной в Главном Адмиралтействе.

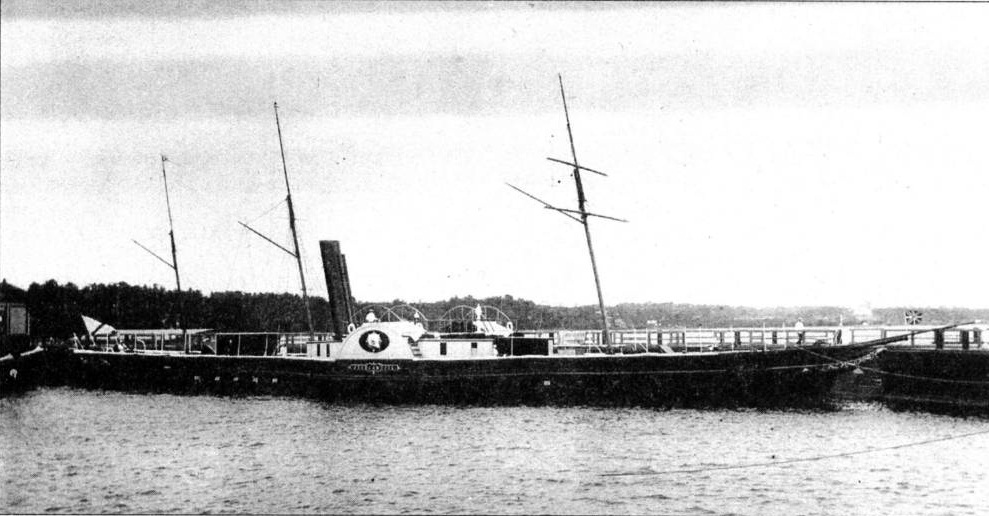
Императорская яхта «Александрия»

С 1845 по 1849 годы находился в командировке в Англии, изучал организацию постройки железных кораблей. По возвращении из-за границы был произведён в подполковники и назначен членом пароходного и учёного комитетов Морского ведомства. Принимал участие в строительстве кронштадтского Пароходного завода. Был наблюдающим за установкой механизмов на первое русское винтовое судно — фрегат «Архимед». В 1850 году был командирован в Гельсингфорс и Або для согласования размещения заказов на постройку там военных судов для России — паровых фрегатов «Рюрик» и «Олаф». В том же году подполковник Корпуса корабельных инженеров К. И. Швабе был назначен наблюдающим за постройкой императорской паровой яхты «Александрия».
Летом 1854 года К. И. Швабе, по возвращении из Англии, по поручению Великого князя Константина Николаевича провёл осмотр заводов и мастерских Морского ведомства, в которых производилась механическая заготовка предметов и механизмов для флота. Подробные описания Петрозаводского Александровского завода, Колпинского и других заводов были напечатаны в журнале «Морской сборник» в 1855 году, в статье Швабе «Описание Александровского пушечно-литейного завода в Петрозаводске».
В 1855 году был назначен помощником начальника адмиралтейских Ижорских заводов, с августа 1856 года исправлял должность начальника и произведён в полковники Корпуса корабельных инженеров. Осенью 1856 года по указанию директора Кораблестроительного департамента М. Д. Тебенькова, организовал срочные работы по изготовлению механизмов для винтовых клиперов типа «Крейсер». В 1859 году Великий князь, будучи владельцем города Павловска пожаловал в пожизненное владение К. И. Швабе одну из старейших построек города — бывший охотничий домик «Крак». В 1861 году Швабе был утверждён в должности начальника Ижорских заводов. За время его правления заводом было положено начало постройки первых железных судов, созданы паровая кузница, сварочная печь, сборочное здание с машинами и механическими станками. С середины XIX века Ижорские заводы стали основным поставщиком брони для российского флота и береговых укреплений.
В 1862 году Швабе был снова командирован за границу для осмотра и ознакомления с новым искусством строения броненосных судов. Они посетил около 60 заводов в Англии, Шотландии, Франции, Бельгии и Пруссии, составил их планы и описания. По возвращении из командировки К. И. Швабе представил проект броневого завода. На Ижорском заводе был внедрён новый способ выделки брони методом проката. Практическое освоение производства брони началось уже после кончины в 1863 году Швабе при новом начальнике Адмиралтейских Ижорских заводов И. И. Зарубине.
Большое внимание Швабе уделял развитию и благоустройству города Колпино, повышению грамотности среди населения. В 1860 году по инициативе К. И. Швабе было открыто благотворительное общество, первый параграф устава которого гласил: «Общество имеет целью доставлять средства к улучшению не только материального, но и нравственного положения бедных жителей села Колпино».
С именем Карла Швабе связано и открытие первого почтового отделения в Колпино, о чём он 3 декабря 1862 года подал ходатайство в кораблестроительный департамент.
Швабе К. И. умер 23 февраля 1863 года от апоплексического удара во время обхода заводской территории. Похоронен на Колпинском кладбище. Могила не сохранилась.